# Roland J. Green
Roland James Green, né le 2 septembre 1944 à Bradford en Pennsylvanie et mort le 20 avril 2021 à Chicago, est un écrivain et éditeur américain de science-fiction et de fantasy.
Ses aventures futuristes d'actions militaires incluent The Mountain Walks (1989), Squadron Alert (1989), Division of Spoils (1990), Vain Command (1992), The Painful Field (1993), Voyage to Eneh (2000) et Warriors for the Working Day (2003). Il a aussi écrit un certain nombre de romans de la série Conan.

## Œuvres

### SériesConan
- Conan the Valiant (1988)
- Conan the Guardian (1991)
- Conan the Relentless (1992)
- Conan and the Gods of the Mountain (1993)
- Conan at the Demon's Gate (1994)

### SérieJanissaries
1. Clan and Crown (1989) avec Jerry Pournelle
2. Storms of Victory (1987) avec Jerry Pournelle

### SérieParatime Police
- Great King's War (1985) avec John F. Carr (en)

### SériePeace Company
1. Peace Company (1985)
2. These Green Foreign Hills (1987)
3. The Mountain Walks (1989)

### SérieSpaceways
1. Starship Sapphire (1984) avec Andrew J. Offutt

### SérieStarcruiser Shenandoah
1. Squadron Alert (1989)
2. Division of the Spoils (1990)
3. The Sum of Things (1991)
4. Vain Command (1992)
5. The Painful Field (1993)
6. Warriors for the Working Day (1994)

### SérieThe Throne of Sherran
1. The Book of Kantela (1985) avec Frieda A. Murray (en)

### SérieWandor
1. Wandor's Ride (1973)
2. Wandor's Journey (1975)
3. Wandor's Voyage (1979)
4. Wandor's Flight (1981)

### SérieDragonlance

#### SérieWarriors
1. Knights of the Crown (1995)
2. Knights of the Sword (1995)
3. Knights of the Rose (1996)

### Romans indépendants
- Jamie the Red (1984) avec Gordon R. Dickson
- Fantastic Adventures: The Tale of the Comet (1997)
- Conan and the Death Lord of Thanza (1997)
- Voyage to Enyah #1 (2000)
- Voyage to Eneh (2000)

### Anthologies
- Women at War (1995) avec Lois McMaster Bujold